# Tranh cãi Giải vô địch bóng đá thế giới 2022
Việc trao Giải vô địch bóng đá thế giới 2022 cho Qatar đã tạo ra một số lo ngại và tranh cãi liên quan đến cả sự phù hợp của Qatar với tư cách là quốc gia đăng cai và tính công bằng của quy trình đấu thầu của Liên đoàn bóng đá thế giới. Những lời chỉ trích từ một số hãng truyền thông, các chuyên gia thể thao và các nhóm nhân quyền đã nêu bật các vấn đề như lịch sử bóng đá hạn chế của Qatar, chi phí dự kiến cao, khí hậu địa phương và hồ sơ nhân quyền của Qatar. Đã có nhiều cáo buộc hối lộ giữa ủy ban đấu thầu Qatar với các thành viên và giám đốc điều hành của FIFA. Một số thành viên FIFA kể từ đó đã lên tiếng nói rằng quyết định trao giải đấu cho Qatar là một "sai lầm" bao gồm Theo Zwanziger và cựu chủ tịch Sepp Blatter.

## Sai lầm khi chọn nước chủ nhà
Một số nhóm đấu thầu và phương tiện truyền thông đã bày tỏ lo ngại về sự phù hợp của Qatar để đăng cai sự kiện, liên quan đến cách giải thích về quyền con người, đặc biệt là các điều kiện của người lao động và quyền của người hâm mộ trong cộng đồng LGBT vì tính bất hợp pháp của đồng tính luyến ái ở Qatar. Vào tháng 12 năm 2020, Qatar cho phép treo cờ cầu vồng tại World Cup 2022. Hassan Abdulla al Thawadi, giám đốc điều hành gói thầu World Cup 2022 của đất nước, nói rằng Qatar sẽ cho phép uống rượu trong sự kiện này, mặc dù không được phép uống rượu ở nơi công cộng, vì hệ thống luật pháp của đất nước dựa trên Sharia.
Việc chọn Qatar làm nước chủ nhà đã gây nhiều tranh cãi; Các quan chức FIFA bị cáo buộc tham nhũng và cho phép Qatar "mua" World Cup, việc đối xử với các công nhân xây dựng bị các nhóm nhân quyền đặt ra nghi vấn, và chi phí cao cần thiết để biến kế hoạch thành hiện thực đã bị chỉ trích. Điều kiện khí hậu khiến một số người kêu gọi tổ chức giải đấu ở Qatar là không khả thi, với kế hoạch ban đầu cho các sân vận động có máy lạnh nhường chỗ cho một thời điểm tiềm năng chuyển từ mùa hè sang mùa đông.
Vào tháng 5 năm 2014, Sepp Blatter - chủ tịch FIFA vào thời điểm được lựa chọn nhưng sau đó bị cấm vì các khoản thanh toán bất hợp pháp, nhận xét rằng việc trao giải World Cup cho Qatar là một "sai lầm" vì sức nóng quá lớn. Tuy nhiên, trong khi nói chuyện với các đại biểu từ các liên minh châu Phi và châu Á, Blatter nói rằng các cáo buộc tham nhũng và một số chỉ trích, bao gồm cả những lời chỉ trích từ các nhà tài trợ, "có liên quan rất nhiều đến phân biệt chủng tộc và kỳ thị".

## Vấn nạn về những người lao động nhập cư bị bắt làm nô lệ
Vấn đề về quyền lợi của người lao động nhập cư cũng thu hút sự chú ý từ giới truyền thông. Theo tờ The Guardian, trong một buổi điều tra vào năm 2013, tờ đã báo cáo rằng nhiều công nhân bị từ chối thức ăn và nước uống, bị tước giấy tờ tùy thân và không được trả lương đúng hạn hoặc hoàn toàn, biến một số người trong số họ trở thành nô lệ. Tờ cũng ước tính rằng, vào thời điểm giải đấu được tổ chức, nếu không có những cải cách của hệ thống kafala, thì trong số hai triệu lực lượng lao động nhập cư khỏe mạnh, có tới 4000 công nhân có thể chết do không đảm bảo an toàn và các nguyên nhân khác. Những lời báo cáo này dựa trên thực tế là 522 công nhân Nepal và hơn 700 công nhân Ấn Độ đã chết kể từ năm 2010, khi Qatar giành được quyền đăng cai tổ chức World Cup, khoảng 250 công nhân Ấn Độ chết mỗi năm. Chính phủ Ấn Độ cho rằng có khoảng nửa triệu công nhân Ấn Độ ở Qatar đã phải bỏ mạng khi phải làm việc, đó là con số tử vong khá bình thường.
Vào năm 2015, một nhóm gồm 4 nhà báo của BBC đã bị bắt và bị giam hai ngày sau khi họ cố gắng đưa tin về tình trạng của người lao động ở nước này. Các phóng viên đã được mời đến thăm đất nước với tư cách là khách của Chính phủ Qatar.
Tờ Wall Street Journal đưa tin vào tháng 6 năm 2015 về tuyên bố của Tổng liên đoàn Lao động Quốc tế rằng hơn 1.200 công nhân đã thiệt mạng khi làm việc trong các dự án cơ sở hạ tầng và bất động sản liên quan đến World Cup, và không có lời phản bác của Chính phủ Qatar. BBC sau đó đưa tin rằng con số thường được trích dẫn là 1.200 công nhân đã chết trong quá trình xây dựng World Cup ở Qatar từ năm 2011 đến 2013 là không chính xác, và thay vào đó, con số 1.200 đại diện cho cái chết của tất cả người Ấn Độ và Nepal làm việc ở Qatar, không chỉ của những công nhân đó tham gia vào quá trình chuẩn bị cho World Cup, chứ không chỉ là công nhân xây dựng. Hầu hết công dân Qatar tránh làm những công việc chân tay hoặc những công việc tay nghề thấp; họ được ưu tiên tại nơi làm việc nhiều hơn. Michael van Praag, cựu Chủ tịch Hiệp hội bóng đá Hoàng gia Hà Lan, đã yêu cầu Ủy ban điều hành FIFA gây áp lực lên Qatar về những cáo buộc đó để đảm bảo điều kiện tốt hơn cho người lao động. Ông cũng tuyên bố rằng một cuộc bỏ phiếu mới về việc trao quyền đăng cai World Cup cho Qatar sẽ phải diễn ra nếu các cáo buộc tham nhũng được chứng minh.
Vào tháng 3 năm 2016, Tổ chức Ân xá Quốc tế cáo buộc Qatar sử dụng lao động cưỡng bức, buộc các nhân viên sống trong điều kiện tồi tệ, đồng thời giữ lại tiền lương và hộ chiếu của họ. Tổ chức này đồng thời cũng cáo buộc FIFA đã không ngăn chặn sân vận động được xây dựng trên "vi phạm nhân quyền." Những người lao động nhập cư đã nói với tổ chức về những lời lạm dụng bằng lời nói và những lời đe dọa mà họ nhận được sau khi phàn nàn về việc không được trả lương trong vài tháng. Các công nhân Nepal thậm chí còn bị từ chối nghỉ phép để thăm hỏi gia đình sau trận động đất ở Nepal vào tháng 4 năm 2015.
Vào tháng 10 năm 2017, Tổng liên đoàn Lao động Quốc tế (ITUC) cho biết Qatar đã ký một thỏa thuận nhằm cải thiện tình hình của hơn hai triệu lao động nhập cư tại nước này. Theo ITUC, thỏa thuận cung cấp cho việc thiết lập các cải cách đáng kể trong hệ thống lao động, bao gồm cả việc chấm dứt hệ thống Kafala. ITUC cũng tuyên bố rằng thỏa thuận sẽ ảnh hưởng tích cực đến tình hình chung của người lao động, đặc biệt là những người làm việc trong các dự án cơ sở hạ tầng của FIFA World Cup 2022. Người lao động sẽ không cần sự cho phép của người sử dụng lao động để rời khỏi đất nước hoặc thay đổi công việc của họ.
Tháng 2 năm 2019, Tổ chức Ân xá Quốc tế đã đặt câu hỏi về việc liệu Qatar có hoàn thành các cải cách lao động đã hứa trước khi bắt đầu World Cup hay không, một ý kiến được FIFA ủng hộ. Tổ chức Ân xá Quốc tế nhận thấy rằng các vụ lạm dụng cải cách vẫn xảy ra mặc dù quốc gia này đã thực hiện một số bước để cải thiện quyền lao động. Đến tháng 5 năm 2019, một cuộc điều tra của tờ Daily Mirror của Anh đã phát hiện ra một số trong số 28.000 công nhân làm việc trên các sân vận động đang được trả 750 riyal mỗi tháng, tương đương với 190 bảng Anh mỗi tháng hoặc 99 xu một giờ cho một tuần 48 giờ điển hình. .
Hendriks Graszoden, chuyên viên cung cấp sân cỏ cho World Cup 2006 và cho Euro 2008 và Euro 2016, đã từ chối cung cấp mặt cỏ cho Qatar. Theo người phát ngôn của công ty Gerdien Vloet, lý do cho quyết định này là do Qatar bị cáo buộc vi phạm nhân quyền của những người lao động nhập cư.
Tháng 4 năm 2020, chính phủ Qatar đã hỗ trợ 824 triệu USD để trả lương cho những công nhân nhập cư trong diện kiểm dịch hoặc đang điều trị COVID-19. Đến tháng 8 năm 2020, chính phủ Qatar công bố mức lương tối thiểu hàng tháng cho tất cả người lao động là 1.000 riyal (275 USD), tăng so với mức lương tối thiểu tạm thời trước đó là 750 riyal một tháng. Các luật mới có hiệu lực vào tháng 3 năm 2021. Tổ chức Lao động Quốc tế cho biết "Qatar là quốc gia đầu tiên trong khu vực áp dụng mức lương tối thiểu không phân biệt đối xử, là một phần của một loạt các cải cách lịch sử về luật lao động của đất nước", trong khi nhóm quyền vận động di cư cho rằng mức lương tối thiểu mới quá thấp để đáp ứng nhu cầu của người lao động nhập cư với chi phí sinh hoạt cao của Qatar. Ngoài ra, những người lao động có nghĩa vụ phải trả 300 riyal cho chi phí thực phẩm và 500 riyal cho chi phí chỗ ở, nếu họ không cung cấp trực tiếp những thứ này cho các nhân viên. Giấy chứng nhận không phản đối đã được xóa để nhân viên có thể thay đổi công việc mà không cần sự đồng ý của chủ lao động hiện tại. Ủy ban tối thiểu tiền lương ở Qatar cũng được thành lập để kiểm tra việc chuẩn bị cho giải đấu. Những cải cách này đã loại bỏ hệ thống kafala và một hệ thống hợp đồng mới đã được đưa ra.
Tháng 3 năm 2021, một báo cáo điều tra do The Guardian công bố đã sử dụng dữ liệu từ các đại sứ quán và văn phòng việc làm nước ngoài quốc gia để ước tính số công nhân nhập cư thiệt mạng kể từ khi World Cup được trao cho Qatar. Từ năm 2010 đến cuối năm 2020, ước tính có hơn 6500 người lao động nhập cư từ Ấn Độ, Bangladesh, Pakistan, Nepal và Sri Lanka đã chết tại Qatar do phải làm việc quá sức.
Tại Đại hội FIFA năm 2022 ở Doha, Lise Klaveness - cựu cầu thủ bóng đá và là người đứng đầu đại diện cho Liên đoàn bóng đá Na Uy - đã chỉ trích tổ chức này đã trao giải đấu cho Qatar, với lý do có nhiều tranh cãi xung quanh giải đấu. Cô cho rằng "năm 2010 các kỳ World Cup được FIFA trao tặng theo những cách không thể chấp nhận được với những hậu quả không thể chấp nhận được. Nhân quyền, bình đẳng, dân chủ là những lợi ích cốt lõi của bóng đá không nằm trong đội hình xuất phát cải cách cho đến nhiều năm sau. Những quyền cơ bản này đã bị áp lực lên sân như những người thay thế tiếng nói bên ngoài. FIFA đã giải quyết những vấn đề này nhưng vẫn còn một chặng đường dài phía trước." Hassan al-Thawadi, Tổng thư ký của giải đấu, chỉ trích nhận xét của cô vì đã phớt lờ những cải cách lao động gần đây của nước này.
Báo cáo thường niên của Liên minh châu Âu về Nhân quyền và Dân chủ trên thế giới năm 2021 đã ghi nhận những cải cách luật lao động của Qatar đã kết hợp hệ thống lương tối thiểu không phân biệt đối xử và loại bỏ hệ thống Kafala vào năm 2021.

## Chuyển lịch thi đấu từ tháng 6 sang tháng 11
Do khí hậu khắc nghiệt ở Qatar, những lo ngại đã được bày tỏ về việc tổ chức World Cup trong khung thời gian truyền thống của nước này là tháng 6 và tháng 7 bắt đầu xuất hiện. Tháng 10 năm 2013, một lực lượng đặc nhiệm đã được ủy nhiệm để xem xét các ngày thay thế và báo cáo sau FIFA World Cup 2014 ở Brazil. Ngày 24 tháng 2 năm 2015, Lực lượng đặc nhiệm của FIFA đã đề xuất rằng giải đấu được tổ chức từ cuối tháng 11 đến cuối tháng 12 năm 2022, để tránh thời tiết khắc nghiệt giữa tháng 5 và tháng 9 ở Qatar và cũng tránh tổ chức trùng khớp với Thế vận hội Mùa đông 2022 vào tháng 2, Paralympic Mùa đông 2022 vào tháng 3 và Ramadan vào tháng 4.
Khái niệm về việc tổ chức giải đấu vào tháng 11 đang gây tranh cãi vì nó sẽ ảnh hưởng đến lịch trình thi đấu thông thường của một số giải đấu quốc nội trên thế giới. Các nhà bình luận đã nói rằng việc giải đấu diễn ra vào mùa Giáng sinh phương Tây có khả năng gây ra gián đoạn các giải quốc nội, trong khi có những lo ngại về việc giải đấu dự kiến sẽ diễn ra trong thời gian ngắn như thế nào.
Thành viên ủy ban điều hành FIFA là Theo Zwanziger cho rằng việc trao quyền đăng cai World Cup 2022 cho Qatar là một "sai lầm không thể trắng trợn hơn". Frank Lowy, Chủ tịch của Liên đoàn bóng đá Úc, cho biết nếu World Cup 2022 dời sang tháng 11 và do đó làm đảo lộn lịch thi đấu của A-League, họ sẽ yêu cầu FIFA bồi thường. Richard Scudamore, giám đốc điều hành của giải Ngoại hạng Anh, tuyên bố rằng họ sẽ xem xét hành động pháp lý chống lại FIFA vì một động thái can thiệp vào lịch thi đấu mùa Giáng sinh và năm mới của giải. Ngày 19 tháng 3 năm 2015, các nguồn tin của FIFA xác nhận rằng trận chung kết sẽ được diễn ra vào ngày 18 tháng 12.

## Cáo buộc tham nhũng khi đấu thầu chọn nước chủ nhà
Qatar đã phải đối mặt với áp lực ngày càng tăng trong việc đăng cai World Cup liên quan đến những cáo buộc về vai trò của cựu quan chức bóng đá hàng đầu Mohammed bin Hammam trong việc bảo đảm quyền tham dự. Một cựu nhân viên của đội thầu Qatar cáo buộc rằng một số quan chức châu Phi đã được Qatar trả 1,5 triệu USD. Cô đã rút lại yêu cầu của mình, nhưng sau đó nói rằng cô đã bị các quan chức đấu thầu Qatar ép làm như vậy. Vào tháng 3 năm 2014, người ta phát hiện ra rằng cựu chủ tịch CONCACAF bị thất sủng là Jack Warner và gia đình của ông đã được trả gần 2 triệu đô la từ một công ty có liên quan đến chiến dịch thành công của Qatar. Cục Điều tra Liên bang (FBI) đang điều tra Warner và các mối liên hệ bị cáo buộc của ông với giá thầu tại Qatar.
Năm trong số sáu nhà tài trợ chính của FIFA gồm Sony, Adidas, Visa, Hyundai và Coca-Cola đã kêu gọi FIFA nên điều tra các cáo buộc tham nhũng ấy. Tờ Sunday Times đã công bố các cáo buộc hối lộ dựa trên việc rò rỉ hàng triệu tài liệu bí mật. Jim Boyce, phó chủ tịch của FIFA, đã tuyên bố rằng ông sẽ ủng hộ một cuộc bỏ phiếu lại để tìm ra người đăng cai mới nếu các cáo buộc tham nhũng được chứng minh. FIFA đã hoàn thành một cuộc điều tra kéo dài về những cáo buộc này và một báo cáo đã chứng minh Qatar về bất kỳ hành vi sai trái nào. Bất chấp những tuyên bố trên, người Qatar khẳng định rằng các cáo buộc tham nhũng là do sự đố kỵ và ngờ vực thúc đẩy trong khi Sepp Blatter nói rằng nó được thúc đẩy bởi sự phân biệt chủng tộc trên các phương tiện truyền thông Anh.
Trong vụ tham nhũng năm 2015 của FIFA, các quan chức Thụy Sĩ, hoạt động theo thông tin từ Bộ Tư pháp Hoa Kỳ, đã bắt giữ nhiều quan chức cấp cao của FIFA ở Zurich, Thụy Sĩ. Họ cũng thu giữ hồ sơ vật lý và điện tử từ trụ sở chính của FIFA. Các vụ bắt giữ quan chức tiếp tục diễn ra ở Hoa Kỳ, nơi một số quan chức FIFA bị bắt, và các tòa nhà của FIFA bị đột kích. Vụ bắt giữ được thực hiện dựa trên thông tin về một vụ bê bối tham nhũng và hối lộ ít nhất trị giá 150 triệu đô la Mỹ.
Vào ngày 7 tháng 6 năm 2015, Phaedra Almajid, cựu nhân viên truyền thông của nhóm đấu thầu Qatar, tuyên bố rằng những cáo buộc sẽ dẫn đến việc Qatar không thể đăng cai World Cup. Trong một cuộc phỏng vấn được công bố cùng ngày, Domenico Scala, người đứng đầu Ủy ban Kiểm toán và Tuân thủ của FIFA, đã nói rằng "nếu có bằng chứng cho thấy các giải thưởng cho Qatar và Nga chỉ đến vì những lá phiếu đã mua, thì giải thưởng có thể bị hủy bỏ."

## Khủng hoảng ngoại giao ở Qatar
Ngày 5 tháng 6 năm 2017, các nước Ả Rập Xê Út, Ai Cập, Bahrain, UAE và Yemen chấm dứt quan hệ ngoại giao với Qatar, cáo buộc nước này gây mất ổn định khu vực và hỗ trợ các nhóm khủng bố. Những nước như Ả Rập Xê Út, Yemen, Mauritania, UAE, Bahrain và Ai Cập đã cùng nhau viết thư yêu cầu FIFA thay Qatar làm chủ nhà của World Cup, gọi nước này là "căn cứ của những vụ khủng bố". Tháng 10 năm 2017, Trung tướng Dhahi Khalfan Tamim, Phó cục trưởng Cục Cảnh sát và An ninh Tổng hợp Dubai, đã viết về cuộc khủng hoảng trên Twitter bằng tiếng Ả Rập, nói rằng "Nếu World Cup không có Qatar đăng cai, cuộc khủng hoảng của Qatar sẽ kết thúc, chính vì cuộc khủng hoảng được tạo ra để thoát khỏi nó".
Theo các phương tiện truyền thông, thông điệp dường như ngụ ý rằng việc phong tỏa Qatar do Ả Rập Xê Út dẫn đầu chỉ được ban hành do Qatar đăng cai tổ chức sự kiện bóng đá lớn nhất thế giới. Để phản bác lại việc truyền thông đưa tin về bài viết của mình, Dhahi Khalfan đã viết trên Twitter: "Tôi nói rằng Qatar đang giả mạo một cuộc khủng hoảng và tuyên bố rằng họ bị bao vây để có thể thoát khỏi gánh nặng xây dựng các cơ sở thể thao đắt tiền cho World Cup". Bộ trưởng Ngoại giao UAE Anwar Gargash cho biết Dhahi Khalfan đã bị hiểu nhầm khi đưa tin trên các phương tiện truyền thông. Đáp lại, ông sẽ làm rõ bằng chứng rằng việc Qatar đăng cai giải đấu "nên bao gồm việc từ chối các chính sách ủng hộ chủ nghĩa cực đoan và chủ nghĩa khủng bố."

## Cấm Nga tham dự giải đấu do chiến tranh xâm lược Ukraina
Ngày 9 tháng 12 năm 2019, Cơ quan phòng chống doping thế giới (viết tắt là WADA) đã trao cho Nga lệnh cấm 4 năm đối với tất cả các sự kiện thể thao lớn, sau khi Cơ quan phòng chống doping Liên bang Nga (viết tắt là RUSADA) bị phát hiện không tuân thủ thực hiện vì đã giao dữ liệu phòng thí nghiệm bị thao túng cho các nhà điều tra. Đội tuyển bóng đá quốc gia Nga vẫn được phép tham dự vòng loại, vì lệnh cấm chỉ áp dụng cho giải đấu cuối cùng quyết định của các nhà vô địch thế giới. Một đội đại diện cho Nga, đội sử dụng quốc kỳ và quốc ca của Nga, không thể tham gia theo quyết định của WADA trong khi lệnh cấm còn hiệu lực. Quyết định này đã bị kháng cáo lên Tòa án Trọng tài Thể thao và vào ngày 17 tháng 12 năm 2020, các đội Nga bị cấm thi đấu tại các giải vô địch thế giới do một bên ký kết WADA tổ chức hoặc xử phạt cho đến ngày 16 tháng 12 năm 2022, một ngày trước trận đấu tranh hạng ba.
Sự tham gia của Nga càng bị nghi ngờ sau cuộc xâm lược Ukraine năm 2022 của Nga. Vào ngày 24 tháng 2, ba đội trên con đường vòng play-off tham dự World Cup của Nga gồm Cộng hòa Séc, Ba Lan và Thụy Điển đã bày tỏ họ không muốn chơi bất kỳ trận đấu nào trên lãnh thổ Nga. Sự tẩy chay đã được Ba Lan và Thụy Điển mở rộng sang bất kỳ trận đấu vòng loại nào vào ngày 26 tháng 2, và Cộng hòa Séc cũng vậy, họ đã thực hiện điều này chỉ một ngày sau đó.
Ngày 27 tháng 2 năm 2022, FIFA đã công bố một số lệnh trừng phạt ảnh hưởng đến sự tham gia của Nga vào bóng đá quốc tế. Nga bị cấm đăng cai các giải đấu quốc tế, và đội tuyển bóng đá quốc gia Nga đã được lệnh phải thi đấu tất cả các trận đấu trên sân nhà không khán giả ở các nước trung lập. Theo các lệnh trừng phạt này, Nga sẽ không được phép thi đấu dưới tên, quốc kỳ hoặc quốc ca của đất nước, tương tự như việc các vận động viên Nga tham gia các sự kiện như Thế vận hội, đội sẽ thi đấu dưới tên viết tắt của liên đoàn quốc gia của họ, Liên đoàn bóng đá Nga ("RFU"), thay vì là đội tuyển Nga thông thường. Tuy nhiên, ngày hôm sau, FIFA đã quyết định đình chỉ Nga tham gia các giải đấu quốc tế cho đến khi có thông báo mới, bao gồm cả việc Nga cấm tham dự giải đấu này. Quyết định này đã vấp phải hàng loạt phản ứng dữ dội từ nhiều nơi trên thế giới, trong đó có cả Liên đoàn bóng đá Nga, họ sẵn sàng kiện hai liên đoàn UEFA và FIFA lên Tòa án Trọng tài Thể thao để phản đối quyết định của cả hai liên đoàn này về việc cấm các đội tuyển quốc gia và các câu lạc bộ của Nga tham gia các giải đấu quốc tế vì chiến dịch quân sự đặc biệt của Nga ở Ukraine.

## Vấn nạn quyền của cộng đồngLGBT
Một số người đã lo lắng về quyền của các thành viên trong cộng đồng LGBT khi tham dự giải đấu, vì đồng tính là bất hợp pháp ở Qatar và cũng có thể bị trừng phạt bằng việc tử hình đối với những người theo đạo Hồi dưới thời Sharia. Sau khi Qatar được chọn làm chủ nhà, Blatter đã bị chỉ trích vì nói đùa với một phóng viên đang hỏi về những lo ngại rằng những người tham dự đồng tính "nên hạn chế bất kỳ hoạt động tình dục nào". Để thứ lỗi khán giả về sự cố này, Blatter đảm bảo rằng FIFA không dung thứ cho sự phân biệt đối xử và tuyên bố rằng "những gì chúng tôi muốn làm là mở giải đấu này cho tất cả mọi người, và mở nó cho tất cả các nền văn hóa, và đây là những gì chúng tôi đang làm vào năm 2022." Năm 2013, Hassan al-Thawadi tuyên bố rằng các khán giả sẽ được chào đón tại giải đấu, nhưng lưu ý rằng không nên thể hiện tình cảm nơi công cộng vì chúng "không phải là một phần của văn hóa và truyền thống của chúng tôi".
Tháng 11 năm 2021, cầu thủ bóng đá người Úc Josh Cavallo, người đã công khai là đồng tính vào tháng 10 năm 2021, nói rằng anh sợ đến Qatar để thi đấu. Nasser Al Khater, trưởng ban tổ chức giải đấu, trả lời rằng Cavallo sẽ được thi đấu tại Qatar.
Tháng 12 năm 2020, các quan chức Qatar ban đầu tuyên bố rằng theo chính sách của FIFA, nó sẽ không hạn chế việc hiển thị hình ảnh ủng hộ LGBT (chẳng hạn như cờ cầu vồng) tại các trận đấu trong thời gian diễn ra World Cup. Tuy nhiên, vào tháng 4 năm 2022, một quan chức an ninh cấp cao giám sát giải đấu đã tuyên bố rằng có kế hoạch tịch thu cờ cầu vồng từ khán giả - được cho là một biện pháp an toàn để bảo vệ họ khỏi sự xen kẽ với những khán giả chống LGBT. Cộng đồng mạng bóng đá chống phân biệt chủng tộc ở châu Âu (viết tắt là Fare) đã lên tiếng chỉ trích bản báo cáo, cho rằng các hành động chống lại cộng đồng LGBT của nhà nước là mối quan tâm của những người tham dự World Cup hơn là hành động của các cá nhân của các quan chức. Tuy nhiên, Thiếu tướng Abdulaziz Abdullah Al Ansari, lãnh đạo cấp cao giám sát an ninh cho giải đấu, đã tuyên bố trong một cuộc phỏng vấn rằng các cặp đôi mang theo gen LGBT sẽ được chào đón trên toàn quốc và hướng tới việc thúc đẩy công khai quyền tự do của LGBT vì lá cờ cầu vồng chính là biểu tượng của sự tự do của cộng đồng ấy.
Vào ngày 21 tháng 9 năm 2022, giám đốc điều hành Hiệp hội bóng đá Mark Bullingham đảm bảo với các cặp đôi LGBT+ rằng họ sẽ không bị bắt khi nắm tay hoặc hôn nơi công cộng ở Qatar.

## Tẩy chay

### Bởi các câu lạc bộ
Tromsø IL của Na Uy đã đưa ra một tuyên bố kêu gọi tẩy chay World Cup 2022, liên quan đến các báo cáo về "chế độ nô lệ thời hiện đại" và "số người chết đáng báo động", trong số những lo ngại bổ sung trong tuyên bố của họ. Câu lạc bộ đã kêu gọi Liên đoàn bóng đá Na Uy ủng hộ một cuộc tẩy chay như vậy.
Để phản ứng với cuộc khủng hoảng ngoại giao Qatar 2017, Reinhard Grindel, chủ tịch Liên đoàn bóng đá Đức, đã tuyên bố vào tháng 6 năm 2017 rằng "các hiệp hội bóng đá trên thế giới nên kết luận rằng các giải đấu lớn không thể được tổ chức ở các quốc gia vi phạm nhân quyền và người Đức. Liên đoàn bóng đá sẽ nói chuyện với UEFA và Nội các Đức để đánh giá xem có nên tẩy chay giải đấu ở Qatar vào năm 2022. Vào ngày 26 tháng 3 năm 2021, Liên đoàn bóng đá Đức tuyên bố rằng họ phản đối việc tẩy chay giải đấu nhưng các cầu thủ của họ sẽ chiến dịch để cải thiện quyền con người cho tất cả mọi người. Cùng ngày, HLV Roberto Martinez của Bỉ nói với CNN rằng tẩy chay sự kiện sẽ là một "Sai lầm lớn".
Vào ngày 20 tháng 6 năm 2021, một đại hội bất thường của Liên đoàn bóng đá Na Uy đã quyết định chống lại việc tẩy chay World Cup 2022 tại Qatar.
Vào ngày 20 tháng 10 năm 2021, Theo Deutsche Welle (DW), hiệp hội bóng đá Đức (DFB) đã đăng một cuộc phỏng vấn trên trang web của mình rằng Đức sẽ không tẩy chay World Cup 2022 tại Qatar. Theo phó tổng thống Peter Peters, "Qatar đã chứng kiến nhiều phát triển tích cực trong vài năm qua, và vai trò của bóng đá là hỗ trợ những phát triển đó."
Vào ngày 27 tháng 3 năm 2022, Đối thoại chiến lược cấp cao lần thứ tư giữa Nhà nước Qatar và Văn phòng chống khủng bố của Liên hợp quốc (UNOCT) đã diễn ra tại quốc gia vùng vịnh này kéo dài thêm ba năm. Theo báo cáo gần đây của UNOCT, Qatar vẫn là nhà tài trợ lớn thứ 2 trong chiến dịch trong số 35 nhà tài trợ khác.

## Vốn
Theo một số ước tính, World Cup sẽ tiêu tốn của Qatar khoảng 138 tỷ bảng Anh ($220 tỷ USD). Con số này gấp khoảng 60 lần số tiền $3,5 USD mà Nam Phi chi cho FIFA World Cup 2010. Nicola Ritter, một nhà phân tích pháp lý và tài chính người Đức, nói với hội nghị thượng đỉnh các nhà đầu tư tổ chức tại Munich rằng 107 tỷ bảng Anh sẽ được chi cho các sân vận động và cơ sở vật chất cộng với 31 tỷ bảng Anh nữa cho cơ sở hạ tầng giao thông. Ritter cho biết 30 tỷ bảng sẽ được chi để xây dựng các sân vận động có máy lạnh cùng với 48 tỷ bảng cho các cơ sở đào tạo và chỗ ở cho các cầu thủ và người hâm mộ. 28 tỷ bảng Anh nữa sẽ được chi vào việc tạo ra một thành phố mới có tên Lusail sẽ bao quanh sân vận động sẽ tổ chức các trận khai mạc và chung kết của giải đấu.
Theo một báo cáo được công bố vào tháng 4 năm 2013 của Merrill Lynch; bộ phận ngân hàng đầu tư của Bank of America, ban tổ chức ở Qatar đã yêu cầu FIFA phê duyệt số lượng sân vận động nhỏ hơn do chi phí ngày càng tăng. Bloomberg.com cho biết Qatar muốn cắt giảm số lượng địa điểm xuống còn 8 hoặc 9 địa điểm từ 12 địa điểm như dự kiến ban đầu. Một báo cáo được công bố vào ngày 9 tháng 12 năm 2010 dẫn lời Chủ tịch FIFA Sepp Blatter tuyên bố rằng các nước láng giềng của Qatar có thể tổ chức một số trận đấu trong thời gian diễn ra World Cup. Tuy nhiên, không có quốc gia cụ thể nào được nêu tên trong báo cáo. Blatter nói thêm rằng bất kỳ quyết định nào như vậy phải được Qatar đưa ra trước và sau đó được ủy ban điều hành của FIFA thông qua. Hoàng tử Ali bin Al Hussein của Jordan nói với Associated Press của Úc rằng việc tổ chức các trận đấu ở Bahrain, Các Tiểu vương quốc Ả Rập Thống nhất và có thể cả Ả Rập Xê Út sẽ giúp gắn kết người dân trong khu vực trong suốt giải đấu.

## Chileyêu cầu FIFA loạiEcuadorkhỏi World Cup 2022
Vào tháng 4 năm 2022, Liên đoàn bóng đá Chile (FEC) đã chính thức đệ đơn kháng cáo FIFA liên quan đến vụ việc FEC cho rằng đội tuyển Ecuador sử dụng cầu thủ có lai lịch không rõ ràng tại vòng loại, theo đó yêu cầu gạch tên đội tuyển này khỏi vòng chung kết World Cup 2022 ở Qatar. Trong đơn tố cáo, phía Chile cho rằng cầu thủ Byron Castillo được sinh ra tại Colombia nhưng nhập cư bất hợp pháp và sử dụng giấy tờ giả để ở lại cũng như thi đấu cho đội tuyển Ecuador. Đến đầu tháng 6, FIFA tuyên bố bác bỏ khiếu nại từ phía Chile và khẳng định Ecuador vẫn có suất tham dự chính thức vòng chung kết World Cup theo kết quả thi đấu vòng loại.
Sau đó kết quả ngày 16 tháng 9 tại thành phố Zurich (Thụy Sĩ), FIFA đã bác bỏ thông tin này, giữ nguyên phán quyết do Ủy ban kỷ luật đưa ra trước đó, đồng thời khẳng định trên cơ sở các tài liệu được trình bày, cầu thủ Byron Castillo được coi là có quốc tịch Ecuador vĩnh viễn theo quy chế pháp lý của bóng đá và đoạn ghi âm: "sinh ra tại Colombia" là không hợp lý.

## Cuộc bạo loạn
Sau chiến thắng của Maroc trước Bỉ ở vòng bảng, người hâm mộ Maroc bắt đầu náo loạn ở các thành phố Brussels và Antwerp của Bỉ và thành phố Rotterdam của Hà Lan. Ít nhất 12 người đã bị bắt giữ và 2 sĩ quan cảnh sát bị thương.